# معركة تيمور

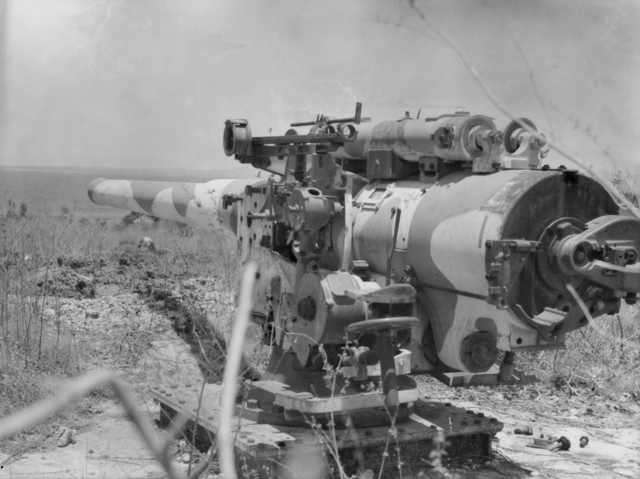
احداث ووقائع معركة تيمور

وقعت معركة تيمور في تيمور البرتغالية وتيمور الهولندية خلال الحرب العالمية الثانية. غزت القوات اليابانية الجزيرة في 20 فبراير عام 1942، وقاومتها قوة صغيرة وغير مجهزة من أفراد جيش الحلفاء- معروفة باسم قوات سبارو- بالدرجة الأولى من أستراليا والمملكة المتحدة وجزر الهند الشرقية الهولندية. بعد مقاومة قصيرة ولكن عنيفة، نجح اليابانيون في إجبار الجزء الأكبر من قوات التحالف على الاستسلام بعد ثلاثة أيام من القتال، على الرغم من أن عدة مئات من قوات الكوماندوز الأستراليين واصلوا شن حملة مداهمة غير تقليدية. تمت إعادة تزويدهم بالطائرات والسفن، المتمركزة في معظمها في داروين، أستراليا، على بعد نحو 650 كيلو متر (400 ميل) إلى الجنوب، عبر بحر تيمور. تكبد اليابانيون خلال المعركة اللاحقة خسائر فادحة في الأرواح، لكنهم تمكنوا في النهاية من احتواء الأستراليين.
استمرت الحملة حتى 10 فبراير، 1943، عندما تم إجلاء آخر الأستراليين المتبقين، ليجعلهم ذلك آخر قوات التحالف البرية التي تغادر جنوب شرق آسيا بعد الهجمات اليابانية بين عامي 1941-1942. نتيجة لذلك، قيدت مجموعة يابانية كاملة في تيمور لأكثر من ستة أشهر، مما منع انتشارها في مكان آخر. على الرغم من أن البرتغال لم تكن من المقاتلين، فقد قاتل العديد من المدنيين من تيمور الشرقية والمستعمرين الأوروبيين البرتغاليين مع الحلفاء أو زودوهم بالطعام والمأوى والمساعدات الأخرى. واصل بعض التيموريين حملة المقاومة بعد الانسحاب الأسترالي. دفعوا لهذا السبب ثمنًا باهظًا ولقي عشرات الآلاف من المدنيين التيموريين حتفهم نتيجة للاحتلال الياباني، الذي استمر حتى نهاية الحرب في عام 1945.

## خلفية
بحلول نهاية عام 1941، قسمت جزيرة تيمور سياسيًا إلى قوتين استعماريتين هما: البرتغالية في الشرق وعاصمتها ديلي، والهولندية في الغرب ومركزها الإداري في كوبانغ. كان هناك أرض حبيسة برتغالية أيضًا في أوكوسي داخل المنطقة الهولندية. تألف الدفاع الهولندي من قوة قوامها 500 جندي متمركزة في كوبانغ، في حين كان عدد القوات البرتغالية في ديلي يبلغ 150 جندي فقط. اتفقت الحكومتان الهولندية والأسترالية في فبراير على أنه في حال دخول اليابان الحرب العالمية الثانية إلى جانب دول المحور، فإن أستراليا ستقدم طائرات وقوات لدعم تيمور الهولندية. حافظت البرتغال – تحت ضغط اليابان- على حيادها. وهكذا، بعد هجوم اليابان على بيرل هاربور، وصلت قوة أسترالية صغيرة-معروفة باسم قوة سبارو- إلى كوبانغ في 12 ديسمبر، 1941. في الوقت نفسه، أرسل الأستراليون قوتين متماثلين، تعرفان باسم قوة غول وقوة لارك، لدعم آمبون ورابول.
كان المقدم ويليام ليغات في البداية هو من يترأس قوة سبارو، وكانت تشمل كتيبة 2/40، ووحدة الكوماندوز- السرية المستقلة الثانية- تحت قيادة الرائد ألكسندر سبنس، وسرية مدفعية ساحلية. كان هناك ما مجموعه نحو 1400 رجل. دعمت هذه القوة قوات جيش الجزر الهندية الشرقية الملكية الهولندية تحت قيادة المقدم نيكو فان ستراتين، بما في ذلك كتيبة حامية تيمور وتابعاتها، وهي سرية من كتيبة المشاة الثامنة، وسرية مشاة احتياطية، وفصيل أسلحة رشاشة من كتيبة المشاة الثالثة عشر وبطارية مدفعية. تألف الدعم الجوي من12 قاذفة خفيفة من طراز لوكهيد هادسون تابعة للسرب رقم 2، والقوات الجوية الملكية الأسترالية (آر إيه إيه إف). وقد نُشرت قوات سبارو في البداية حول كوبانغ، وفي مطار بنفوي الاستراتيجي في الزاوية الجنوبية الغربية من الجزيرة، رغم أن الوحدات الأخرى كانت متمركزة في كلاباليما، وأوسابا بيسار وباباو، في الحين الذي تركزت فيه قاعدة الإمدادات في أقصى الشرق في تشامبلونغ.
حتى هذه المرحلة، رفضت الحكومة البرتغالية التعاون مع قوات الحلفاء، معتمدة على ادعاءاتها بالحيادية وخططها بإرسال قوة قوامها 800 فرد من الموزمبيق للدفاع عن الإقليم في حال حدوث أي غزو ياباني. من ناحية ثانية، جعل هذا الرفض خاصرة الحلفاء معرضة للخطر الشديد، واحتلت لاحقًا قوة مشتركة من هولندا وأستراليا قوامها 400 رجل تيمور البرتغالية في 17 ديسمبر. ردًا على ذلك، احتج رئيس الوزراء البرتغالي، أنتونيو دي أوليفيرا سالازار، لحكومات الحلفاء، في حين أعلن حاكم تيمور البرتغالية نفسه أنه سجين من أجل الحفاظ على مظهر الحيادية. لم تبدي الحامية البرتغالية الصغيرة أي مقاومة، وتعاونت السلطات المحلية ضمنيًا، في حين أن السكان أنفسهم رحبوا عمومًا بقوات الحلفاء. نُقلت معظم القوات الهولندية وكامل السرية المستقلة 2/2 إلى تيمور البرتغالية وتوزعت في مفارز صغيرة حول الإقليم.
لم تكن تيمور البرتغالية الحيادية في الأصل ضمن أهداف الحرب اليابانية، لكن بعد انتهاك احتلال الحلفاء لحيادها قرر اليابانيون غزوها.
وصلت الحكومتان البرتغالية والبريطانية إلى اتفاق ينص على انسحاب قوات الحلفاء من تيمور البرتغالية، في مقابل أن ترسل البرتغال قوة عسكرية بديلة عنها. أبرحت القوات البرتغالية من لورنسو ماركيز، موزمبيق، متجهةً إلى تيمور في 28 يناير، 1942، لكن الغزو الياباني وقع قبل أن يتمكنوا من الوصول.

## تمهيد
أصبحت قوات الحلفاء في يناير، 1942، في تيمور حلقة وصل رئيسية فيما يسمى «حاجز الملايو»، الذي دافعت عنه القيادة الأمريكية البريطانية الهولندية الأسترالية التي لم تدم طويلًا تحت القيادة العامة للجنرال السير أرشيبالد ويفل. وصل فريق الدعم الأسترالي الإضافي إلى كوبانغ في 12 فبراير، بمن فيهم العميد ويليام فيل، الذي كان قد أصبح قائد قوات الحلفاء في تيمور. بحلول ذلك الوقت، كان الكثير من أفراد قوات سبارو -معظمهم غير معتادين على الظروف الاستوائية- يعانون من الملاريا وأمراض أخرى.
أصبح مطار بنفوي في تيمور الهولندية أيضًا حلقة وصل جوية رئيسية بين القوات الأسترالية والأمريكية التي تقاتل في الفليبين تحت قيادة الجنرال دوغلاس ماك آرثر. تعرض مطار بنفوي للهجوم من الطائرات اليابانية في 26 و30 يناير، 1942، غير أن رماة مضادات الطيران البريطانية أعاقوا الغارات، وبدرجة أقل منها، مقاتلات بّي-40 من سرب المطاردة الثالث والثلاثين التابع لقوات الجو التابعة لجيش الولايات المتحدة، والتي تركز 11 منها في داروين. لاحقًا، وصلت قوات هولندية قوامها 500 جندي ومدفعية مضادات الطيران البريطانية الخفيفة التاسعة والسبعين لدعم تيمور، وكان من المقرر أن تصل قوة أسترالية أمريكية إضافية في شهر فبراير.
في الفترة نفسها، سقطت رابول في يد اليابانيين في 23 يناير، وتبعتها أمبون في 3 فبراير، ودمرت كل من قوتي غول ولارك. لاحقًا، في 16 فبراير، تعرضت قافلة تابعة للحلفاء تحمل التعزيزات والإمدادات لكوبانغ- ويرافقها الطراد الثقيل يو إس إس هوستن، والمدمرة يو إس إس بيري، والسفن الشراعية إتش إم تي إس سوان وواريغو- لهجوم ياباني جوي مكثف وأجبرت على العودة إلى داروين دون هبوط. شملت التعزيزات كتيبة قتالية أسترالية – الكتيبة القتالية 2/4- وكتيبة المدفعية الأمريكية التاسعة والأربعون. لم يكن من الممكن تعزيز قوة سبارو أكثر ولأن اليابانيين انتقلوا ليكملوا التفافهم على جزر الهند الشرقية الهولندية، بدت تيمور الهدف المنطقي التالي لهم.